# Borya laciniata
Borya laciniata là một loài thực vật có hoa trong họ Boryaceae. Loài này được Churchill mô tả khoa học đầu tiên năm 1985.